# Figline Valdarno
Figline Valdarno település Olaszországban, Toszkána régióban, Firenze megyében. Lakosainak száma 17 136 fő (2013. december 31.). Figline Valdarno Castelfranco di Sopra, Greve in Chianti, Incisa in Val d’Arno, Pian di Scò, Reggello, San Giovanni Valdarno és Cavriglia községekkel határos.

## Népesség
A település lakossága az elmúlt években az alábbi módon változott:

| 2001 | 12 646 |
| 2013 | 17 136 |